# Josep Maria Benaiges Pujol
Josep Maria Benaiges Pujol (Reus, 25 de març de 1855 - Malgrat de Mar, 8 d'octubre de 1938) va ser un compositor i organista català.
Fill de l'impressor Josep Benaiges, va estudiar a la seva ciutat natal amb el mestre de solfeig Victorí Agustí a la parròquia de Sant Pere Apòstol de Reus, on va cantar al cor de nens de la parròquia. Posteriorment, va continuar els seus estudis a Tarragona, on es va traslladar amb la seva família. Allà va estudiar piano amb Miquel Àvila, i orgue i harmonia amb Ramon Bonet. Anys més tard, va entrar al Seminari on va estudiar Literatura i Filosofia, però l'any 1871 va plegar i va marxar a Barcelona a perfeccionar els seus estudis musicals. Va conèixer el professor Pere Tintorer, que va quedar admirat de la facilitat que tenia per tocar l'orgue i el piano quan transportava les fugues de tonalitat. Va tornar a Tarragona, on es va dedicar a la docència de música i tocava el violí en diverses orquestres. Va guanyar per oposició (1883) el lloc d'organista de la Capella Reial de Madrid, i el 1884 va ser nomenat auxiliar i el 1885 va passar a ocupar el càrrec d'organista principal, el qual va ostentar fins a l'any 1931 en proclamar-se la República.
Entre les seves composicions trobem molta diversitat de formes i temàtiques. Sobretot trobem moltes composicions religioses, part de la qual per a ser interpretada a la Capella Reial. Va publicar una òpera, La ermita del Valle, que va ser un èxit. Per orquestra va compondre els poemes simfònics El amanecer, Zambra i En la corte de Abderramán. Un germà seu, Antoni Benaiges Pujol, va ser missioner jesuïta i va morir a les illes Filipines el 1917.
Josep Maria Benaiges té un carrer dedicat a Reus i un altre a Tarragona.